# Rodriguezia lehmannii
Rodriguezia lehmannii är en orkidéart som beskrevs av Heinrich Gustav Reichenbach. Rodriguezia lehmannii ingår i släktet Rodriguezia och familjen orkidéer. Inga underarter finns listade i Catalogue of Life.

## Bildgalleri

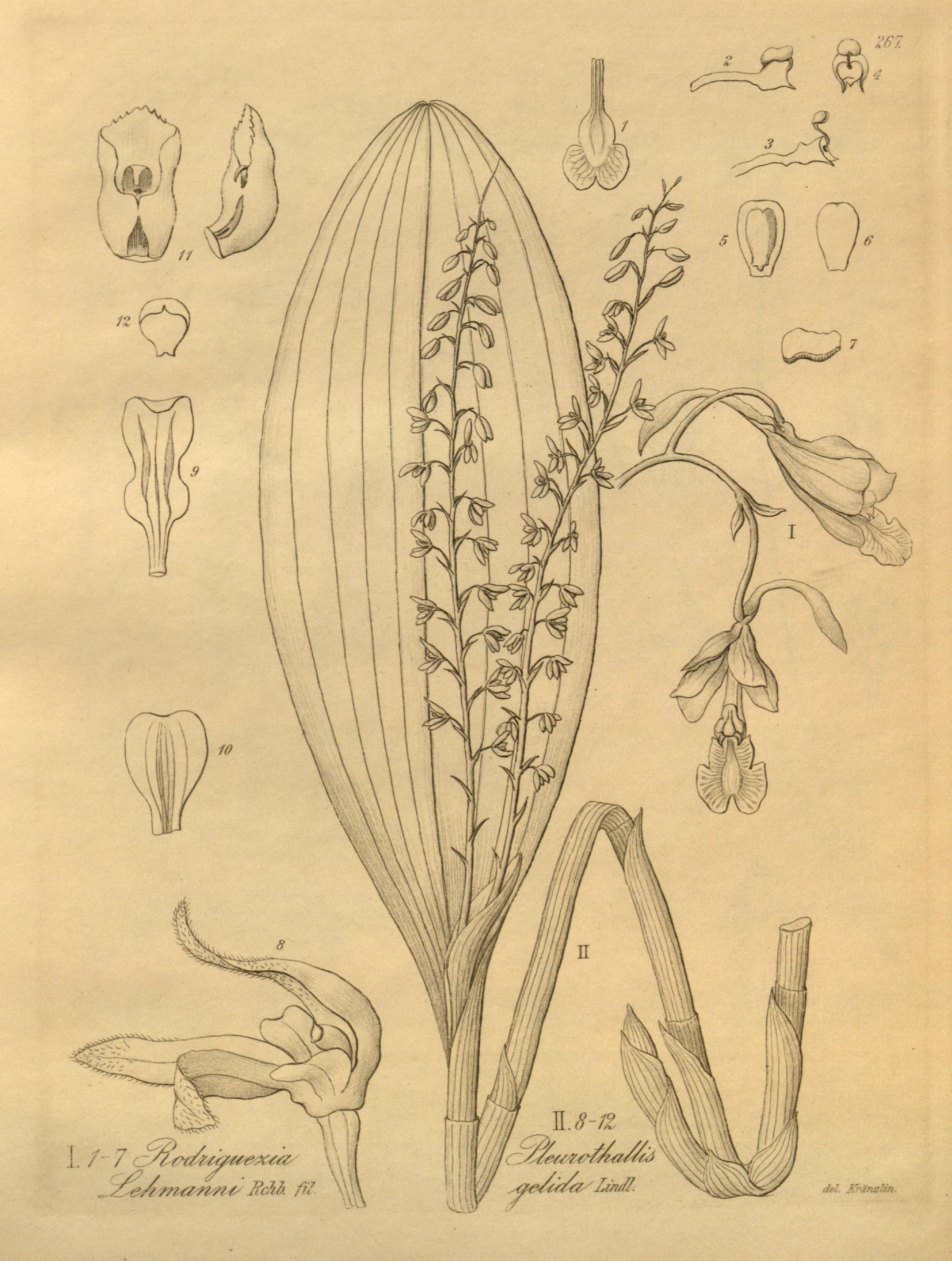